# 전능하신 하나님 교회
전능하신 하나님 교회(중국어: 全能神教會), 또는 동방번개(중국어: 東方閃電)는 1991년 중국에서 시작된 기독교계 사이비 종교이다. 예수 그리스도의 예언대로 마지막 때에 심판을 하러 왔으며, 하나님의 가장 큰 영광을 위하여 세상에서 가장 낙후된 중국을 택하였다는 교리를 가지고 있다.

## 같이 보기
- 중국의 기독교
- 신 콤플렉스
- 마싱루이